# زن تحت تعقیب
زن تحت تعقیب (به انگلیسی: Woman Wanted) فیلمی محصول سال ۱۹۹۹ و به کارگردانی کیفر ساترلند است. در این فیلم بازیگرانی همچون کیفر ساترلند، هالی هانتر، مایکل موریارتی، کری پرستون، شرلی داگلاس و شان مک‌کان ایفای نقش کرده‌اند.